# Ogilbichthys puertoricoensis
Ogilbichthys puertoricoensis är en fiskart som beskrevs av Møller, Schwarzhans och Nielsen 2004. Ogilbichthys puertoricoensis ingår i släktet Ogilbichthys och familjen Bythitidae. Inga underarter finns listade i Catalogue of Life.